# Iglesia de Santiago el Real (Logroño)
La iglesia de Santiago el Real es la iglesia de origen más antiguo de la ciudad de Logroño. Los historiadores Albia de Castro y José Gómez sostienen que Santiago predicó por la zona (asocian la actual Logroño con la Juliobriga romana), y que su discípulo Arcadio, fundó en el mismo lugar el primer templo cristiano del poblado.
Es probable que su origen se remonte a esta cripta de los primeros años de la cristianización de la zona. En el año 844, tras la Batalla de Clavijo, se amplía construyendo encima en estilo románico que es destruido casi por completo en un incendio. 
Entre los años 1513 y 1527 se realiza la obra de la iglesia actual y entre 1570 y 1573 se construye la torre.
La iglesia consta de una única nave en salón, sin columnas y de amplias dimensiones: 42m de longitud desde el ábside hasta la entrada del coro, 15m de achura con una altura de 24m desde las claves más altas. Está distribuida con cuatro pares de contrafuertes de sección rectangular en el exterior y octogonal en el interior, y suben unos 15m, donde continúan en forma de arco formando una bóveda estrellada. Entre los contrafuertes podemos encontrar capillas rematas con un arco apuntado y una pequeña bóveda.
Tiene incoado expediente como Bien de Interés Cultural en la categoría de Monumento desde el 28 de mayo de 1981.

## La iglesia primitiva
Ya desde la prehistoria, había por la zona múltiples cuevas usadas como vivienda, que más tarde se usaron con otros fines. Las de Logroño recibieron el nombre de «excuevas». El templo se origina en una de esas cuevas como un lugar de reunión y refugio fuera de la urbe para los primeros cristianos, y más tarde, cuando el culto cristiano se dejó de perseguir gracias al decreto de Constantino se alzó una humilde iglesia que sería destruida en un incendio en 1500. 

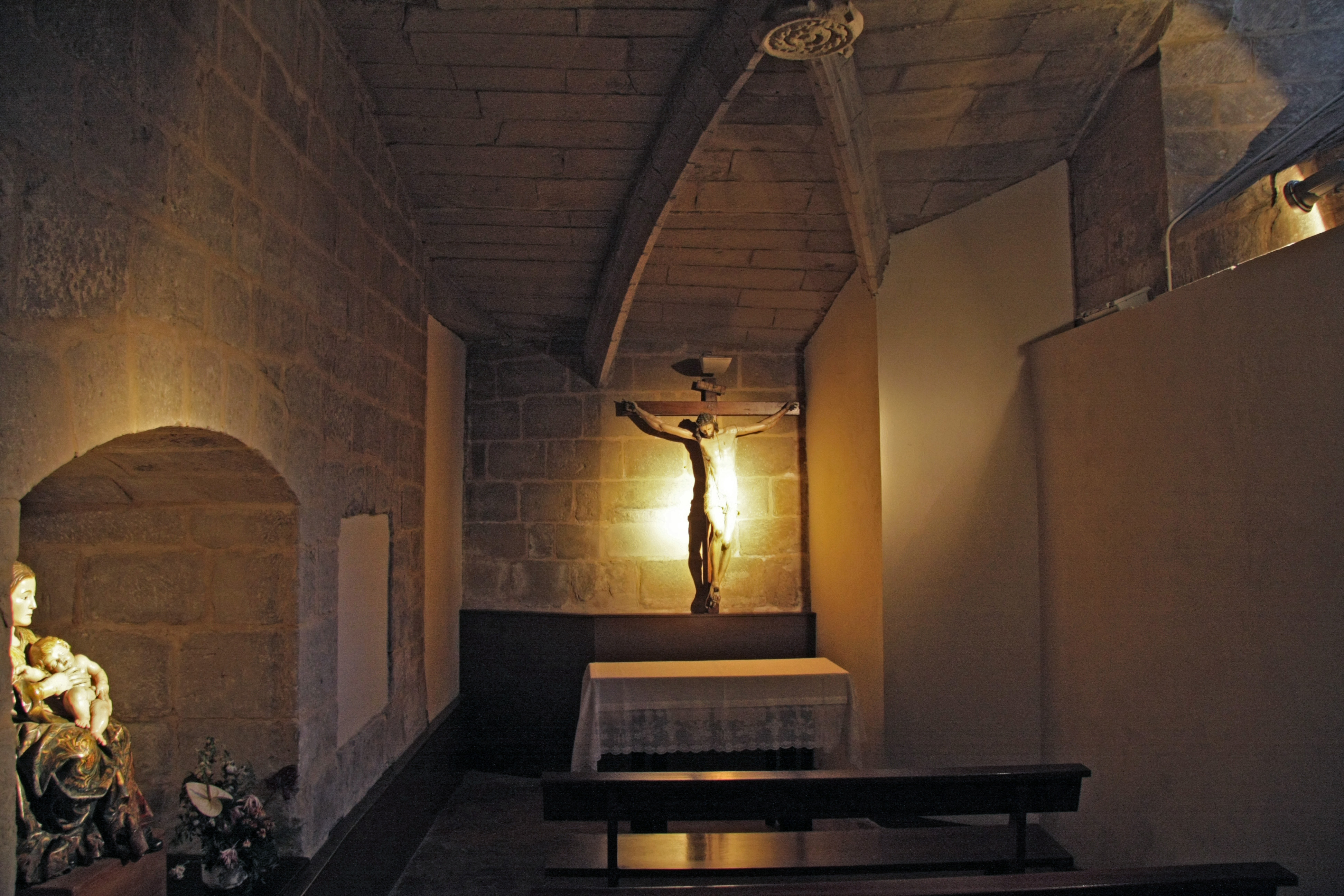
Cripta bajo la actual iglesia

Se cuenta, aunque sin corroborar, que fue erigida por el obispo Arcadio en el lugar en el que predicó el apóstol Santiago. Más tarde, en el año 844, en la época de la Batalla de Clavijo, se amplía.
Bajo el ábside del templo actual hay una pequeña cripta con muros que ocultan enterramientos (la legislación romana prohibía enterrar cuerpos en el recinto de la ciudad). Fue cubierta con una bóveda de crucería al reconstruir la iglesia superior, constituyendo una muestra de respeto al haber, no solo conservado, sino arreglado el recinto, lo que lleva a pensar que podría tratarse de la iglesia original y realmente la primera iglesia de la ciudad de Logroño.

## La iglesia actual

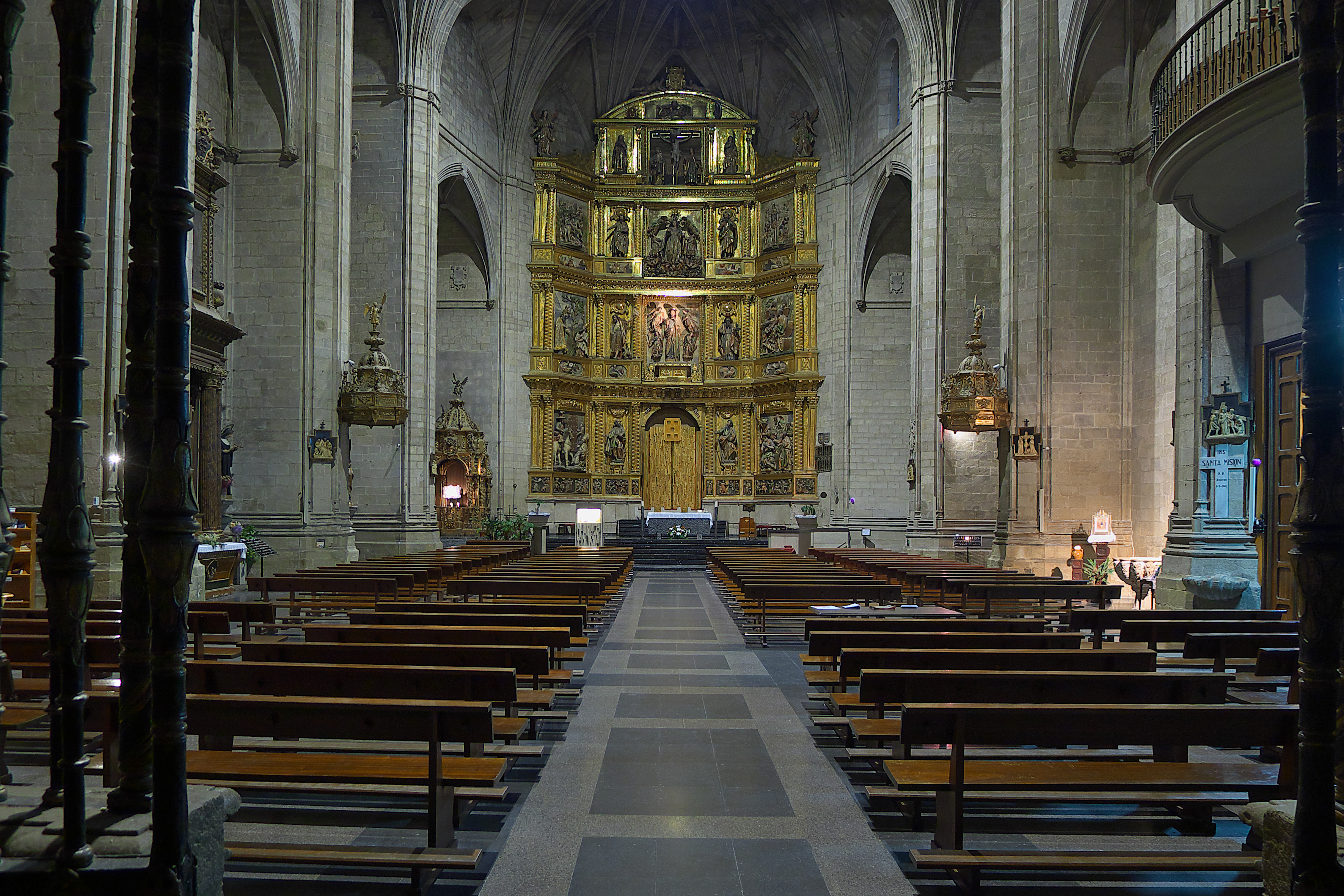
Planta de la iglesia

La iglesia actual se comienza inmediatamente tras el incendio de la anterior, en  1500 y finaliza en 1527, acabando su única nave central, de 20m de anchura, y el crucero, y en las siguientes décadas se añaden tres tramos más y la sacristía.
La portada, renacentista, es encargada a Juan Raón y realizada entre 1669 y 1672. Son de Juan de Amezqueta el Santiago Peregrino, los jarrones y los escudos, y el Santiago Matamoros de un autor flamenco desconocido y data de 1737. En un principio todo el conjunto estaba al aire libre, pero se construyó la arcada de ladrillo y yeso imitando la sillería para protegerlos de la intemperie.
En 1667 se encarga también a Juan Raón la sustitución del coro alto por uno bajo con trascoro, se inicia la obra y se rompen los muros del oeste, pero no se continua. Aun así se construye el coro bajo. De la sillería se encarga Martín de Lizarazo y de la reja, en 1676, el cerrajero Sebastián de Medina, autor también de la del monasterio de San Millán. En 1766 se realizan las conchas en las esquinas que enmarcan el coro y en 1773 Esteban de San Juan hace el órgano. Del siglo XVIII son también la sacristía la sala capitular.

## La torre
Es de planta cuadrada, de 8m cada lado, y de una altura de 40m. Está dividida por molduras en cinco secciones, teniendo en la última en cada lado dos vanos para las campanas acabados en arcos semicirculares. 
La construcción se comienza en 1570, a manos de Martín y Juan Landerrain, y es finalizada por el hijo de Juan, Martín de Landerrain tras la muerte de estos en 1573. En 1778 el arquitecto Juan Antonio Oteiza y Santos Balsameda cambia el chapitel de madera por uno octogonal de ladrillo emulando a las torres de Santa María de la Redonda, pero en 1902 el arquitecto Luis Barrón decide desmontarlo, ya que su peso (300 toneladas) estaba desestabilizando la torre y provocó de hecho la gran grieta del lado occidental de la misma.

## El retablo
Aunque los hubo anteriores el retablo actual fue encargado a Mateo Zabalia, pero este muere sin poder acabarlo en 1653, por lo que se contrata a Francisco de Ureta para finalizar los relieves del banco, pero tampoco puedo, así que finalmente contratan a Diego Jiménez «El Joven» en 1656 para que los acabe. 
Este consta de tres pisos con cinco calles y ático rematado en arco.
En el primer piso tenemos a Santiago a caballo, San Pedro, San Pablo y Santiago decapitado.
En el segundo, en la izquierda, San Isidoro y San Juan Bautista, a la derecha, San Jerónimo con el arca que contiene los restos de Santiago, y en el centro una imagen gótica de Santiago Peregrino, gótica, del siglo XIV.
En el tercer piso, la Batalla de Clavijo, Santiago el Menor, la Asunción, San Felipe y la aparición de la Virgen del Pilar a Santiago.
En el ático, San Antonio Abad, Santa Tecla, y en el centro una crucifixión con San Juan y la Virgen a los pies.
El retablo permaneció en madera limpia hasta que en 1740, Don Manuel de Samaniego y Jaca, arzobispo de Burgos lo doró y estofó corriendo con los gastos.
En 2001 se baja el crucifijo del ático y se coloca en la capilla de la derecha del coro. Es un cristo románico (siglo XIII aunque posiblemente pintado en el XV) con la curiosidad de tener dos llagas laterales.
A la izquierda del retablo encontramos un relicario barroco del siglo XVIII de José de San Juan, y a la derecha, en un hueco que cierra una verja se puede leer a los pies de dos escudos de la ciudad una inscripción tallada en caracteres romanos: «ESTE ES EL ARCHIBO DE STA MVI NOBLE Y MVI LEAL CIVDAD DE LOGROÑO» ya que hasta 1572 se realizaban en este lugar las reuniones del Concejo logroñés.

## La Virgen de la Esperanza
La imagen de la Virgen de la Esperanza, patrona y alcaldesa mayor de Logroño, fue colocada en parte baja del retablo en la reforma realizada en los años 1966-1967. Es una figura gótica del siglo XIV bien conservada, de estilo sedente. Sonríe y mantiene al niño sentado mirando al frente. La tradición cuenta que se le encomendó la ciudad durante el sitio de la ciudad en 1521 por el ejército francés.
Cada año sale en procesión el 11 de junio, acompañando al patrón San Bernabé en sus fiestas y durante las realizadas en su honor, el 18 de diciembre.

## Capillas y coro

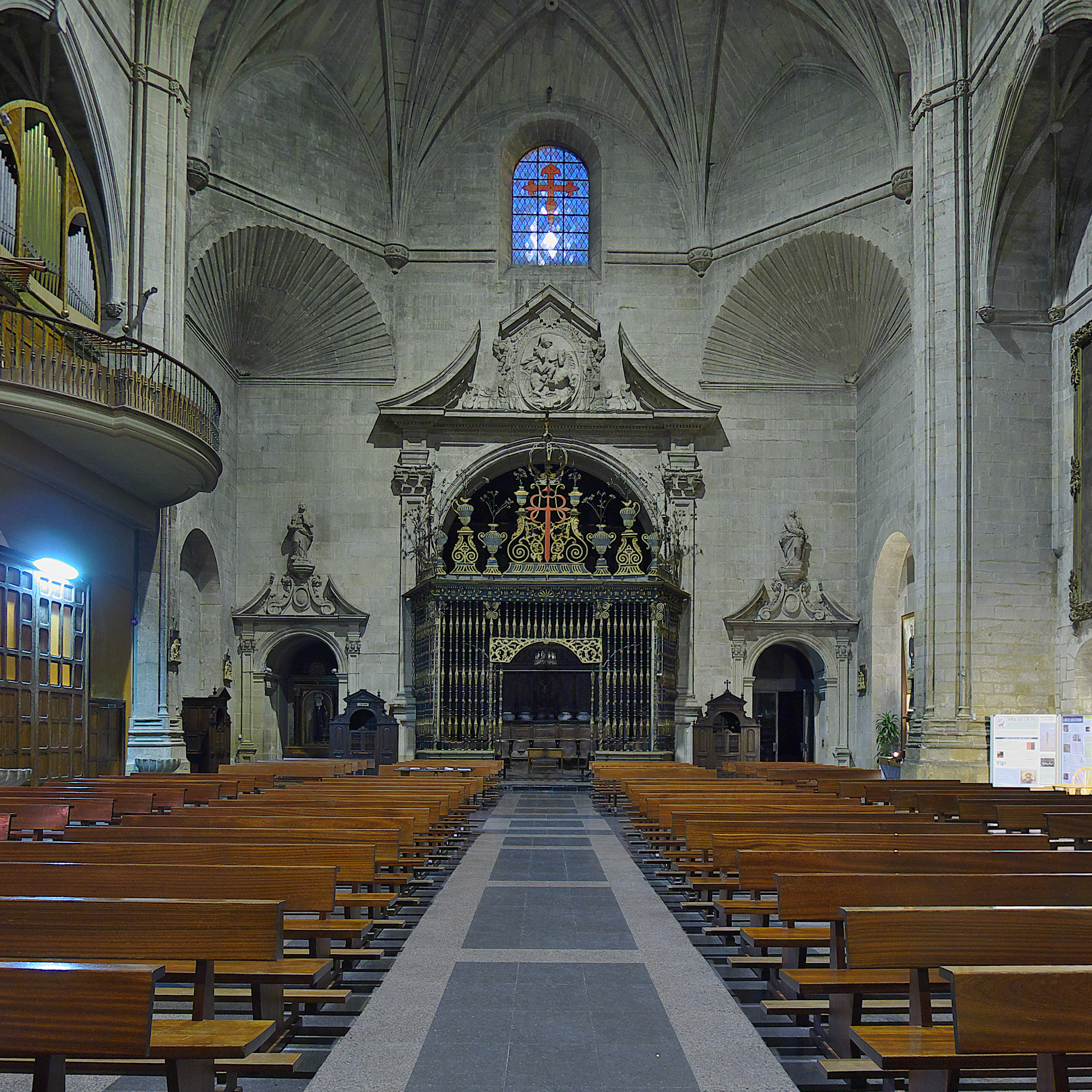
Pies y coro de la iglesia

Destaca la capilla de Santa Elena, en cargada a Juan Raón por la familia Espinosa en 1666, se encuentra a la derecha del retablo. En 1939 se abrió un acceso a la sacristía a través de ella. Y la de Santa Catalina con los sepulcros de Diego de la Estrella y María de Cabredo esculpidos por Juan de Anchieta bajo dos arcos.
El coro fue ideado originariamente por Juan Raón. Hubo que derribar el anterior coro alto. Las obras se acabaron en 1668 y fueron llevadas a cabo por Martín de Soloa y Vicente de Arresse. El cerramiento, de 1676, es obra de Sebastián de Medina.